# بيل فرازير
بيل فرازير (بالإنجليزية: Bill Fraser)‏ هو سياسي نيوزلندي، ولد في 28 يوليو 1924 بدنيدن في نيوزيلندا، وتوفي في 13 يناير 2001. حزبياً، نشط في حزب العمال النيوزيلندي. وقد انتخب عضو مجلس النواب نيوزيلندا عن دائرة سانت كليدا ‏ (1957 – 1981).